# Asthenes baeri
El canastero chaqueño (en Argentina y Paraguay) o canastero pico corto (en Uruguay) (Asthenes baeri), también denominado canastero común (en Uruguay), es una especie de ave paseriforme de la familia Furnariidae perteneciente al numeroso género Asthenes. Es nativa del centro sur de América del Sur. 

## Distribución y hábitat

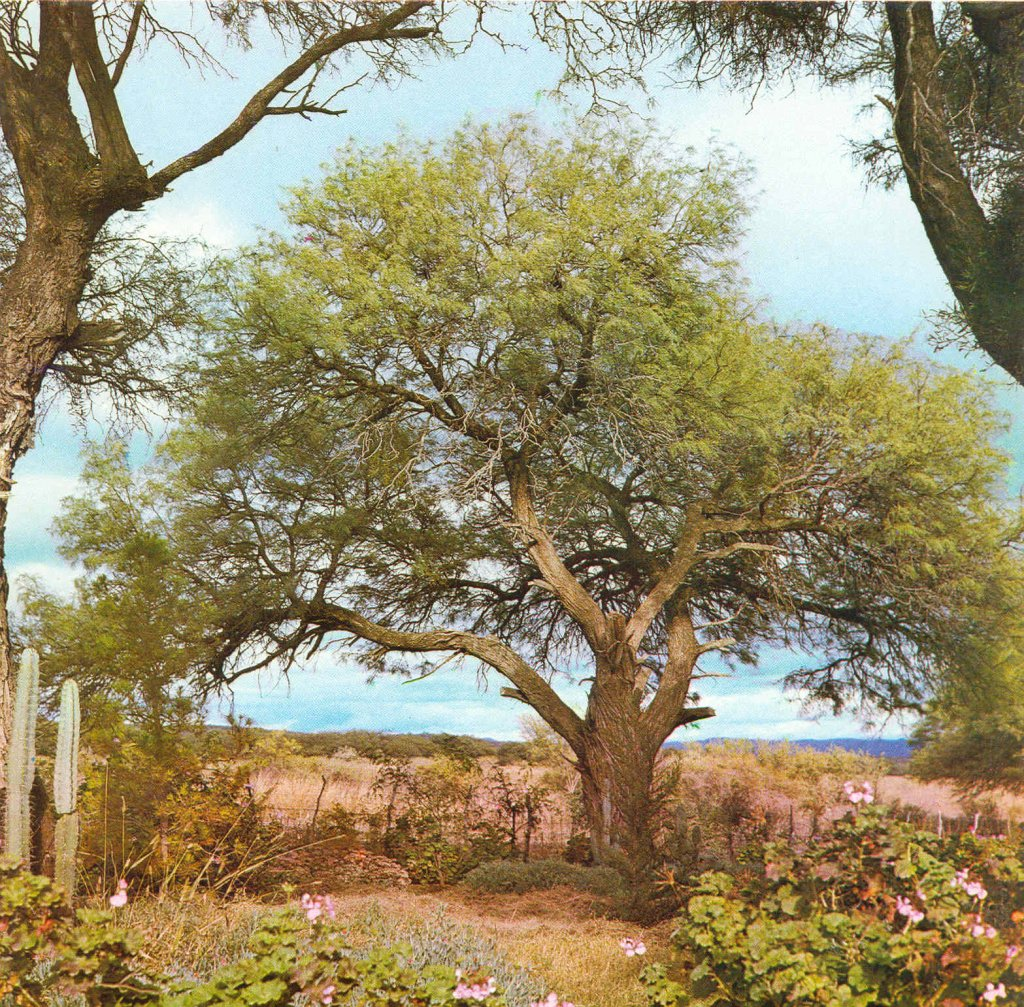
Formación vegetal del chaco, ejemplo de hábitat de la especie.

Se distribuye desde el centro sur de Bolivia, por Paraguay, extremo suroeste de Brasil, oeste de Uruguay, hasta el centro de Argentina.
Esta especie es considerada bastante común en sus hábitats naturales: los matorrales y bosques del chaco y del monte, abajo de los 800 m de altitud.

## Descripción
Mide entre 14 y 15 cm de longitud y pesa entre 10 y 18 g. Es un canastero liso, con una cola bastante corta y pico robusto. El dorso es pardo grisáceo pálido con una lista superciliar grisácea bastante ancha; las alas son ligeramente más rojizas; la cola principalmente negruzca con las plumas externas rufas. Exhibe un parche rufo anaranjado bastante grande en la barbilla; por abajo es mayormente grisáceo pálido.

## Comportamiento
Es bastante arborícola por tratarse de un canastero, forrajea a los pares en el follaje o en ramas laterales y es usualmente fácil de ser observado; no frecuenta el suelo regularmente.

### Alimentación
Su dieta consiste de insectos.

### Reproducción
Construye un nido globular, hecho de palitos y ramitas, sobre ramas o cactus.

### Vocalización
El canto es una serie de trinados mecánicos y secos, usualmente descendientes en el timbre y desacelerando.

## Sistemática

### Descripción original
La especie A. baeri fue descrita por primera vez por el ornitólogo alemán Hans von Berlepsch en 1906 bajo el nombre científico Siptornis baeri; la localidad tipo es: «Cosquín, Córdoba, Argentina».

### Etimología
El nombre genérico femenino «Asthenes» deriva del término griego «ασθενης asthenēs»: insignificante; y el nombre de la especie «baeri», conmemora al naturalista francés Gustave Adolphe Baer (1838-1918).

### Taxonomía
La voz, la estructura del nido, el plumaje y la morfología de la cola indican que la presente especie es parte de un grupo que incluye Asthenes dorbignyi y A. berlepschi.
Las subespecies chacoensis y neiffi (esta última originalmente descrita como subespecie de A. steinbachi) tal vez no sean más que variaciones clinales, por lo que la especie posiblemente sea monotípica; sería deseable una revaluación de las variaciones geográficas.

### Subespecies
Según la clasificación del Congreso Ornitológico Internacional (IOC) se reconocen tres subespecies, con su correspondiente distribución geográfica:
- Asthenes baeri chacoensis Brodkorb, 1938 – extremo centro sur de Bolivia (centro sur de Santa Cruz) y noroeste de Paraguay.
- Asthenes baeri baeri (Berlepsch, 1906) – sur de Bolivia (este de Tarija), oeste de Paraguay, norte y centro de Argentina (Salta, oeste de Formosa y oeste de Corrientes al sur hasta el este de Mendoza, La Pampa, noreste de Río Negro y sur de Buenos Aires), extremo suroeste de Brasil (suroeste de Río Grande do Sul) y oeste de Uruguay.
- Asthenes baeri neiffi (Contreras, 1980) – oeste de Argentina (noroeste y centro de Mendoza, oeste de Córdoba, norte y centro de San Luis).

La clasificación Clements Checklist v.2018 no lista a la subespecie neiffi.